# Mikroregion Capelinha

Mikroregion Capelinha

Mikroregion Capelinha – mikroregion w brazylijskim stanie Minas Gerais należący do mezoregionu Jequitinhonha.

## Gminy
- Angelândia
- Aricanduva
- Berilo
- Capelinha
- Carbonita
- Chapada do Norte
- Francisco Badaró
- Itamarandiba
- Jenipapo de Minas
- José Gonçalves de Minas
- Leme do Prado
- Minas Novas
- Turmalina
- Veredinha